# Colletes pinnatus
Colletes pinnatus är en biart som beskrevs av Joseph Vachal 1909. Colletes pinnatus ingår i släktet sidenbin, och familjen korttungebin. Inga underarter finns listade i Catalogue of Life.